# Zwalm (gmina)
Zwalm (fr. Zwalin) – miejscowość i gmina (gemeente) w Belgii, w Regionie Flamandzkim, w prowincji Flandria Wschodnia, w okręgu Oudenaarde.

## Historia
Gmina powstała w 1977 roku w wyniku połączenia dwunastu gmin. Obszar gmin charakteryzuje się pagórkowatym terenem, małymi wioskami i młynami wodnymi. Historia osadnictwa sięga czasów rzymskich i franków. Pierwsze wzmianki o Zwalm pochodzą z XI wieku. Bardzo ważną rolę odgrywały i nadal odgrywają młyny wodne, które w przeszłości były własnością opactw. Na terenie gminy znajduje się kilka zamków z XVIII wieku.

## Podział administracyjny
W skład gminy wchodzi dwanaście dzielnic (deelgemeente):
- Beerlegem
- Dikkele
- Hundelgem
- Meilegem
- Munkzwalm
- Nederzwalm-Hermelgem
- Paulatem (Paulaethem)
- Roborst
- Rozebeke
- Sint-Blasius-Boekel (Boucle-Saint-Blaise)
- Sint-Denijs-Boekel (Boucle-Saint-Denis)
- Sint-Maria-Latem (Laethem-Sainte-Marie)

## Demografia
- Źródła: NIS, od 1806 do 1981= według spisu; od 1990 liczba ludności w dniu 1 stycznia

1 stycznia 2024 całkowita populacja Zwalm liczyła 8340 osób. Łączna powierzchnia gminy wynosi 33,88 km², co daje gęstość zaludnienia 246 mieszkańców na km².

## Współpraca
Miejscowość partnerska:
- Schwalmstadt, Niemcy